# Gekko sengchanthavongi
Gekko sengchanthavongi es una especie de gecos de la familia Gekkonidae.

## Distribución geográfica yhábitat
Es endémica del centro de Laos. Su rango altitudinal oscila alrededor de 210 m s. n. m..